# Шойтобе
Шойтобе (каз. Шойтөбе) — село в Сауранском районе Туркестанской области Казахстана. Административный центр и единственный населённый пункт сельского округа Иасы. Код КАТО — 512643100.

## Население
В 1999 году население села составляло 397 человек (205 мужчин и 192 женщины). По данным переписи 2009 года, в селе проживало 589 человек (306 мужчин и 283 женщины).